# Sleedoorn
De sleedoorn (Prunus spinosa) is een 2–6 m hoge struik uit de rozenfamilie (Rosaceae). De soort komt van nature voor in de Benelux, waar de plant vooral langs bosranden voorkomt. Het hout is zeer hard.
De opvallende bloei vindt plaats in maart en april, voordat er bladeren zijn. De bestuiving wordt uitgevoerd door insecten. 
De vruchtzetting is vanaf augustus. De sleepruimen zijn zeer wrang, en worden pas lekker als de vorst eroverheen geweest is. De vruchten worden wel verwerkt in jam, vruchtenmoes, vruchtensap, likeur (sloe gin of patxaran), vruchtenwijn en brandewijn, bijvoorbeeld slivovitsj.
De plant vermeerdert zich door zaden en door wortelopslag. De sleedoorn is door zijn doorns redelijk beschermd tegen de vraat van grote grazers. Wanneer hij eenmaal aangeslagen is, neemt hij meer en meer ruimte in. Dit biedt dan tevens de gelegenheid aan bomen als de eik om tot wasdom te komen.
De naam van de heester bevat een oud woord voor pruim, slee, dat onder meer verwant is met het woord voor pruim in de Slavische talen, een woord dat terug te vinden is in de naam slivovitsj en szilva pálinka.

## Ecologie
Sleedoornstruweel heeft een bijzondere natuurwaarde. Zo bieden de doornige takken een geschikte broedplaats voor zangvogels. Op bloeiende sleedoorn komen heel wat insectensoorten af, zoals honingbij, zweefvliegen en dagvlinders. Sleedoornpruimen zijn voedsel voor onder meer lijsters. Op sleedoorn komen de volgende dagvlinders voor: sleedoornpage, gehakkelde aurelia, kleine vos en dagpauwoog.

### Plantengemeenschap
De sleedoorn is een kensoort voor de klasse van doornstruwelen (Rhamno-Prunetea).

## Plagen
In mei spint de meidoornstippelmot (Yponomeuta padella) zich in en zet eitjes af. In deze nesten ontwikkelen zich vele jonge rupsen, die de planten praktisch kaal kunnen vreten.
De sleedoornpage heeft de sleedoorn als waardplant. De vlinder legt de eitjes in de oksels van takken, waar de eitjes overwinteren. In het voorjaar komen de eitjes uit en vreten de rupsjes van het blad.
De rupsen van de pruimenmot eten enkel de vruchten.
De vruchten kunnen worden aangetast door de schimmel Taphrina pruni.

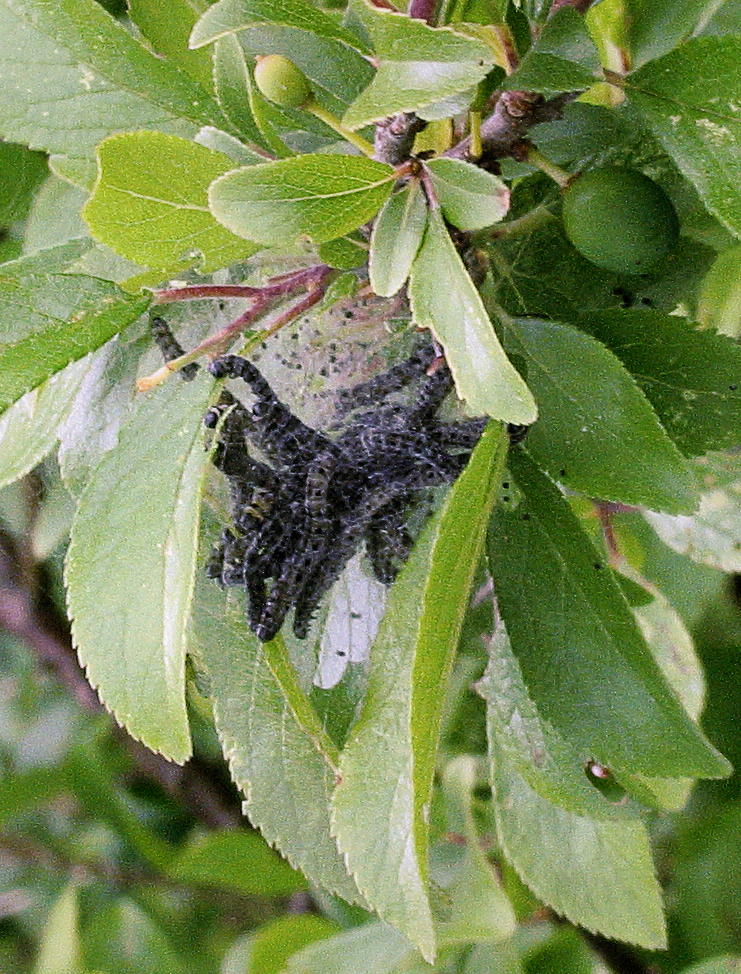
rupsen van de meidoornstippelmot

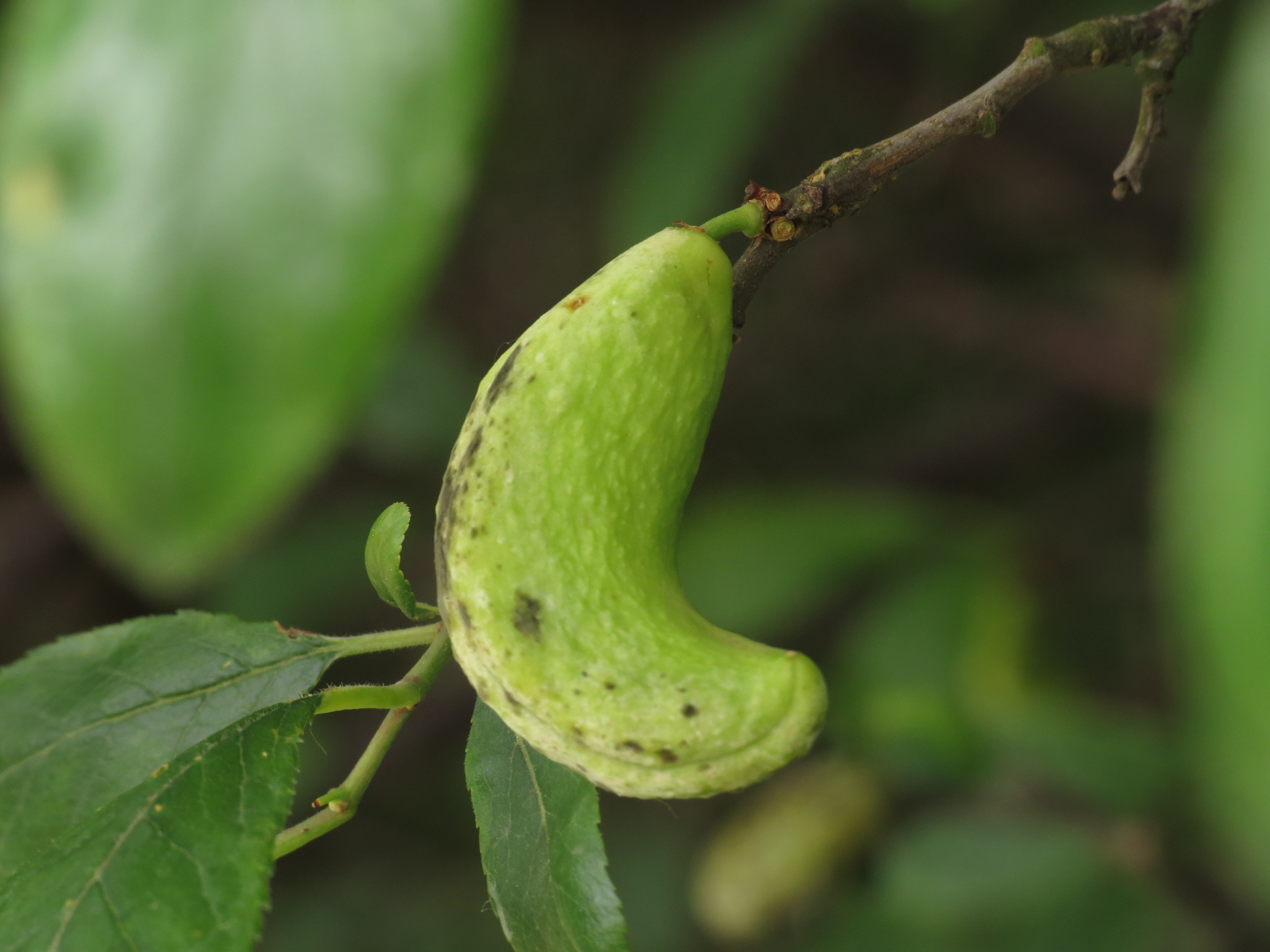
Vrucht aangetast door Taphrina pruni